# Bureau central des cultes
Pour les articles homonymes, voir BCC.
Le bureau central des cultes (BCC) est un service du ministère français de l'Intérieur.
Créé par un décret du 17 août 1911, il succède à la Direction générale des cultes, qui après une phase de transition avait été rendue sans objet par la séparation des Églises et de l'État en 1905. 
Toutefois, un bureau spécifique dépendant du BCC traite de la gestion directe des cultes en Alsace-Moselle. 
Le BCC suit l'observation des règles laïques (annulation de subventions illégales…) et la police administrative  des cultes (ordre public pour les processions, etc.). 
Il assure les relations entre l'État et les associations cultuelles établies, de même qu'il a contribué à la mise en place des instances du Conseil français du culte musulman (CFCM).
L'État entretient des relations régulières avec six cultes :
- l'Église catholique
- le Consistoire israélite de Paris (créé en 1808)
- la Fédération protestante de France (créée en 1905)
- l'Union bouddhiste de France (créée en 1986)
- l'Assemblée des évêques orthodoxes de France (créée en 1997)
- le Conseil français du culte musulman (créé en 2003)

Depuis l'été 2019, Clément Rouchouse est chef du bureau des cultes ; il succède à Arnaud Schaumasse.